# Jurisprudence Elizabeth Key
Aux États-Unis, la jurisprudence Elizabeth Key est une décision judiciaire sur le statut des esclaves en Virginie au XVIIe siècle, qui a reconnu le droit d'être libre à une fille d'esclave quand son père ne l'est pas. 
Cette jurisprudence de 1655 montre qu'une certaine ouverture existait sous l'autorité de Richard Bennett (1609-1675), élu gouverneur en 1652. Combattue ensuite par des lois du début des années 1660, elle disparait devant une règle inverse : c'est désormais le statut de la mère qui conditionne celui des enfants, avec la loi virginienne de 1662 sur l'esclavage.

## Histoire
Son père Thomas Key, blanc et membre du conseil des bourgeois de Virginie, avait reçu une amende pour avoir eu une enfant avec une esclave. Leur fille Elizabeth Key, née  en 1630 dans le comté de Warwick, (Virginie) n'a que six ans en 1636 quand son père retourne en Angleterre où il décède, après avoir confié l'enfant au grand-père, Humphrey Higginson, dans le cadre d'un contrat qui prévoit qu'elle sera libre à l'âge de 15 ans, en 1645.
Humphrey Higginson vendit Elizabeth Key au Colonel John Mottram, qu'elle devait servir pendant neuf ans avant de devenir libre. Mottram l'enmena dans le comté de Northumberland, où il installa une plantation, Coan Hall. En 1650, Mottram acheta un groupe d'engagés blancs venant d'Angleterre, parmi lesquels un jeune avocat nommé William Grinstead, qui tomba amoureux d'Elizabeth Key. À la mort de Mottram en 1655, Elizabeth poursuivit en justice sa plantation. Elle réclamait un statut de femme libre et finit par l'obtenir après plusieurs épisodes. D'abord jugée au niveau du comté, l'affaire fut ensuite transmise à l'assemblée de Virginie, qui la renvoya devant le tribunal du comté.
Elizabeth Key fut finalement déclarée "libre car la fille d'un père libre est libre", et épousa l'avocat qui l'avait défendue, avec qui elle eut deux enfants, John et William.
En 1662, la colonie de Virginie, désormais dirigée par le riche planteur William Berkeley, décide d'effacer cette jurisprudence en faisant voter une loi stipulant très clairement que le statut d'esclave ou de personne libre est lié seulement au statut de sa mère, quel que soit celui du père, afin de décourager les maîtres d'avoir des enfants avec leurs esclaves noires.
C'est la loi virginienne de 1662 sur l'esclavage.
William Berkeley durcit encore les lois sur l'esclavage en 1667, avec une loi qui précise que même le baptême ne permet pas d'affranchir un esclave.
À partir de 1691, après la glorieuse Révolution britannique, son successeur Philip Ludwell fait voter une loi adoucissant un peu ce statut, stipulant simplement que tout esclave affranchi est obligé de quitter la colonie avant six mois.
Au même moment, aux Antilles Françaises, l'esprit de la Jurisprudence Elizabeth Key est battue en brèche par l'instauration du Code noir, qui s'inspire lui des lois votées en 1662 par l'assemblée coloniale du gouverneur et planteur William Berkeley.